# Foundling Hospital Anthem
El Foundling Hospital Anthem (HWV 268), també conegut pel seu títol, "Blessed are they that considereth the poor", és un anthem (himne) per a cor que Georg Friderich Händel va compondre el 1749. Va ser escrit per al Foundling Hospital de Londres i s'estrenà a la capella de la institució. Händel en va escriure dues versions: una per a cor i una altra per a cor i solistes. Compost 10 anys abans de la seva mort, fou la darrera peça de música sacre anglesa de Händel.

## Context històric
El Foundling Hospital era una institució benèfica fundada el 1739 per un filantrop, el capità de vaixell Thomas Coram per acollir i educar nens abandonats i orfes. Va ser aprovat amb una carta reial pel rei Jordi II i va rebre el suport de moltes personalitats de l'alta societat i de les arts. El retratista i dibuixant William Hogarth era un governador fundador, i gràcies a la seva influència, el Foundling Hospital va créixer per esdevenir una institució de caritat molt de moda, i comptà entre el seu benefactors un nombre d'artistes famosos. Sota la direcció de Hogarth, artistes com el mateix Hogarth, Joshua Reynolds, Allan Ramsay i Thomas Gainsborough van exhibir pintures a l'Hospital, creant el que es considera com la primera galeria d'art pública de Gran Bretanya. Händel va ser convidat per realitzar un concert benèfic en la capella d'Hospital per recollir fons, i per a l'ocasió va compondre el Foundling Hospital Anthem.

## Estrena
L'estrena del va tenir lloc en un concert al migdia en la capella de l'Hospital el 27 de maig de 1749. La Capella no estava acabada i no tenia cap vidre a les finestres. Al concert hi va assistir el Príncep i la Princesa de Gal·les. El programa començà amb l'Anthem for the Peace (escrit el 1749 en acció de gràcies per la Pau de Aix-la-Chapelle); a continuació, es va tocar una selecció d'extractes del seu oratori Solomon (1748); després, el Foundling Hospital Anthem, anunciat com "L'anthem compost per a l'ocasió". L' anthem acaba amb el cor "Al·leluia" del Messiah, una peça que encara no tenia la popularitat que va assolir posteriorment. És possible que fos en aquest concert quan la reialesa es va posar dempeus durant l'Al·leluia, gest que establiria una llarga tradició; en l'estrena del 1743 a Londres fou més discret. El concert representà un èxit enorme tant per Händel com per a l'Hospital.
Els concerts per recaptar fons de Händel representaren una llarga associació amb el Foundling Hospital a Bloomsbury. Més tard Händel donà un orgue de tubs per a la nova capella. El 1750, va dirigir un segon concert benèfic en la capella; fou amb El Messies, i va haver-hi tanta demanda que Händel va haver de repetir el concert dues setmanes més tard. El Foundling Hospital va expressar el seu agraïment nomenant Händel governador de la caritat. Es va establir una tradició amb un concert d'El Messies a la capella d'Hospital, i això va iniciar l'enorme popularitat de l'obra entre el públic britànic. Händel va assistir a cada concert fins a la seva mort el 1759. Es va celebrar un concert commemoratiu en honor de Händel a la capella de l'Hospital poc després de la seva mort, i es va interpretar, un cop més, el Foundling Hospital Anthem.[5]

## Composició
| "Hallelujah", cor final del Foundling Hospital Anthem |
|                                                       |
|                                                       |
|                                                       |

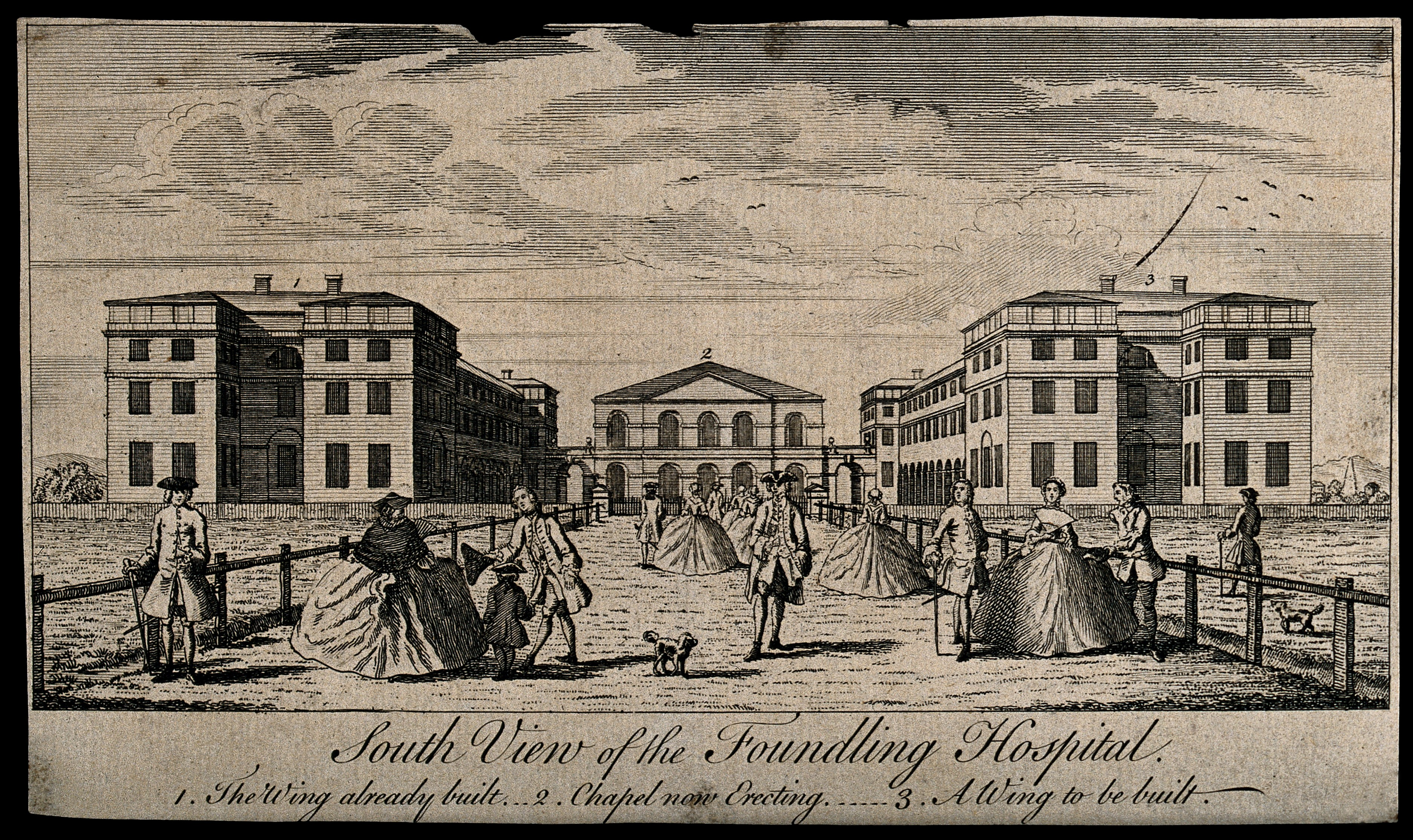
Gravat del Foundling Hospital (c.1750), mostrant la Capella (centre) "actualment construïda"

El Foundling Hospital Anthem està elaborat a partir de material d'obres anteriors de Händel, com moviments del Funeral Anthem for Queen Caroline (1737), un cor solemne que havia estat eliminat a Susanna (1748) i, el més notable, el cor "Hallelujah" del Messiah, amb el que conclou l'anthem.
La primera versió de l'obra, que s'estrenà en el concert de maig del 1749, la instrumentació era plenament coral. Va escriure una segona versió, probablement un arranjament de 1751 per a un acte en el que s'inaugurava oficialment la capella del Foundling Hospital. Els nens de la fundació de beneficència no van cantar en aquests concerts, i el cor estava format pel nens de la Chapel Royal. En aquest concert hi havia solistes, i en l'estrena foren John Beard (tenor), Gaetano Guadagni (castrato), i dos nens soprano de la Chapel Royal.
No se sap perquè Händel va decidir concloure aquesta obra amb l'Al·leluia; el tema central de l'anthem fa referència amb la recompensa pel que fa beneficència, i Händel podria haver-hi volgut dibuixar una connexió teològica amb "the Kingdom of this world" becoming "the kingdom of our Lord" ("el Regne d'aquest món" esdevindrà "el regne del nostre Senyor"), il·lustrat en la paràbola de Jesús de l'ovella i les cabres (Mateu 25:31–46). O simplement, Händel volia una conclusió commovedora per a l'anthem.

### Text
L'obra comença amb el text adaptat del Salm 41 i el Llibre de Job (Salm 41 i Job 29:11). El text del famós cor de l'Al·leluia prové de l'Apocalipsi (Apocalipsi 11:15 19:6 i Apocalipsi 11:15).
Blessed are they that considereth the poor and needy:
the Lord will deliver them in time of trouble,
the Lord preserve them and comfort them.
They deliver the poor that crieth, the fatherless
and him that hath none to help him.
The Lord will comfort them.
O God, who from the suckling’s mouth
ordaineth early praise,
of such as worship Thee in truth
accept the humble lays.
The charitables shall be had in everlasting remembrance
and the good will shine as the brightness of the firmament.
Comfort them, O Lord, when they are sick:
make thou their bed in sickness.
Keep them alive, let them be blessed upon the earth
and not deliver them unto their foes.
Hallelujah!
The Kingdom of this world
is become the kingdom of our Lord
and of His Christ,
and He shall reign forever and ever.
Hallelujah!